# Roger Decock
Roger Decock (Izegem, 20 de abril de 1927 – Aarsele, 30 de maio de 2020) foi um ciclista belga. Estreou em 1949 e retirou-se em 1961.

## Morte
Morreu no dia 30 de maio de 2020 em Aarsele, aos 93 anos.

## Palmarés
| 1949 - 1 etapa da Volta à Bélgica 1951 - Paris-Nice - Campeonato de Flandres 1952 - Volta à Flandres 1953 - 1 etapa da Volta a Marrocos | 1954 - 3 etapas da Volta à Bélgica - Scheldeprijs - 2º no Campeonato da Bélgica em Estrada 1955 - Bruxelles-Ingooigem 1957 - 1 etapa da Volta aos Países Baixos - Prêmio Nacional de Clausura |

## Resultados nas Grandes Voltas e Campeonatos do Mundo
| Carreira           | 1949 | 1950 | 1951 | 1952 | 1953 | 1954 | 1955 | 1956 | 1957 | 1958 | 1959 | 1960 | 1961 |
| ------------------ | ---- | ---- | ---- | ---- | ---- | ---- | ---- | ---- | ---- | ---- | ---- | ---- | ---- |
| Giro d'Italia      | -    | -    | -    | -    | -    | -    | 73º  | -    | -    | -    | -    | -    | -    |
| Tour de France     | -    | -    | 17º  | 38º  | -    | -    | -    | -    | -    | -    | -    | -    | -    |
| Volta a Espanha    | -    | -    | -    | -    | -    | -    | -    | -    | -    | Ab.  | -    | -    | -    |
| Mundial em Estrada | -    | -    | -    | 10º  | -    | 17º  | -    | -    | -    | -    | -    | -    | -    |

-: não participa

Ab.: abandono